# 2025年ブリティッシュ・アンド・アイリッシュ・ライオンズのオーストラリア遠征
2025年ブリティッシュ・アンド・アイリッシュ・ライオンズのオーストラリア遠征は、 2025年6月28日から8月2日までオーストラリアで行われる予定のラグビーユニオン国際遠征である。イングランド、アイルランド、スコットランド、ウェールズの代表資格を持つ選手から選抜されたチームであるブリティッシュ・アンド・アイリッシュ・ライオンズが、4年に一度の間隔で南半球への遠征を行う。

## 概要
前回は2021年に、日本で日本代表と対戦した後、南アフリカ遠征を行った。
2023年7月19日、遠征の試合日程が発表された。
2024年1月、ブリティッシュ・アンド・アイリッシュ・ライオンズのヘッドコーチに、アイルランド代表ヘッドコーチのアンディ・ファレルが任命された。
2025年5月8日、38名の代表選手を発表。6月9日、右プロップのザンダー・ファガーソンがふくらはぎの負傷のため代表合流前にメンバーから離脱し、代わりにフィンレイ・ビーラムが招集された。
6月20日、遠征の前哨戦・壮行戦Lions 1888 Cup（ライオンズ1888カップ）」として、アイルランドでアルゼンチン代表戦を行う。Lions 1888 Cupは、前回2021年から設けられ、トロフィーも作られた。ブリティッシュ・アンド・アイリッシュ・ライオンズとして、初めてアイルランドで行われる試合である。
その後、オーストラリアに向かう。
2025年7月22日に行う予定だった、スーパーラグビーのレベルズ（オーストラリア、メルボルン）との対戦は、レベルズが2024シーズンで活動終了することが決まり、代わりの対戦を検討。オーストラリア先住民と太平洋諸国をルーツとする選手で構成される連合チーム「ファースト・ネーションズ・アンド・パシフィカXV（First Nations & Pasifika XV）」との対戦になった。

### ライオンズ・シリーズ・トロフィー
前回2021年南アフリカ遠征から始まった「ライオンズ・シリーズ・トロフィー」（遠征相手国との連戦における勝者決定）は、今回遠征のオーストラリア代表戦において3戦中2戦目で連勝をきめ、1戦を残したままライオンズ勝利が決まった。

## 日程
はテストマッチ。出典：　後述「対戦詳細」も参照。
| 対戦日         | ホームチーム                                                               | スコア | アウェーチーム                                   | 試合会場                                                               | 備考                                   |
| -------------- | -------------------------------------------------------------------------- | ------ | ------------------------------------------------ | ---------------------------------------------------------------------- | -------------------------------------- |
| 2025年 6月20日 | ブリティッシュ・アンド・アイリッシュ・ライオンズ                           | 24-28  | アルゼンチン代表                                 | アビバ・スタジアム（アイルランド、ダブリン）                           | Lions 1888 Cup（ライオンズ1888カップ） |
| 6月28日        | ウェスタン・フォース                                                       | 7-54   | ブリティッシュ・アンド・アイリッシュ・ライオンズ | パース・スタジアム（西オーストラリア州パース）                         | [ 15 ]                                 |
| 7月2日         | クイーンズランド・レッズ                                                   | 12-52  | ブリティッシュ・アンド・アイリッシュ・ライオンズ | ラング・パーク（クイーンズランド州ブリスベン）                         | [ 16 ]                                 |
| 7月5日         | ニューサウスウェールズ・ワラターズ                                         | 10-21  | ブリティッシュ・アンド・アイリッシュ・ライオンズ | シドニー・フットボール・スタジアム（ニューサウスウェールズ州シドニー） | [ 17 ]                                 |
| 7月9日         | ACTブランビーズ                                                            | 24-36  | ブリティッシュ・アンド・アイリッシュ・ライオンズ | キャンベラ・スタジアム（オーストラリア首都特別地域、キャンベラ）       | [ 18 ]                                 |
| 7月12日        | インビテーショナルAU & NZ オーストラリアとニュージーランドの招待選手チーム | 0-48   | ブリティッシュ・アンド・アイリッシュ・ライオンズ | アデレード・オーバル（南オーストラリア州アデレード）                   | [ 19 ]                                 |
| 7月19日        | オーストラリア代表                                                         | 19-27  | ブリティッシュ・アンド・アイリッシュ・ライオンズ | ラング・パーク（クイーンズランド州ブリスベン）                         | [ 20 ]                                 |
| 7月22日        | ファースト・ネーションズ・アンド・パシフィカXV                             | 19-24  | ブリティッシュ・アンド・アイリッシュ・ライオンズ | ドックランズ・スタジアム（ビクトリア州メルボルン）                     | [ 21 ]                                 |
| 7月26日        | オーストラリア代表                                                         | 26-29  | ブリティッシュ・アンド・アイリッシュ・ライオンズ | メルボルン・クリケット・グラウンド（ビクトリア州メルボルン）           | [ 22 ]                                 |
| 8月2日         | オーストラリア代表                                                         | v      | ブリティッシュ・アンド・アイリッシュ・ライオンズ | スタジアム・オーストラリア（ニューサウスウェールズ州シドニー）         |                                        |

ファースト・ネーションズ・アンド・パシフィカXV（First Nations & Pasifika XV）は、オーストラリア先住民と太平洋諸国をルーツとする選手で構成される連合チーム。

## チーム編成

### ヘッドコーチ
ブリティッシュ・アンド・アイリッシュ・ライオンズで3回（2013年、2017年、2021年）にわたってヘッドコーチを務めたウォーレン・ガットランドの後任として、アイルランド代表ヘッドコーチのアンディ・ファレル（イングランド出身）が2024年1月に任命された。アンディ・ファレルは、2013年オーストラリア遠征と2017年ニュージーランド遠征の際に、アシスタントコーチを務めていた。

### ツアーキャプテン
アンディ・ファレルHCは、マロ・イトジェ（イングランド出身）を第47代ツアーキャプテンに任命。イトジェは、2025年シックス・ネーションズからイングランド代表のキャプテンに就任していた。1995年のプロ化以降では、2001年のマーティン・ジョンソン以来2人目のイングランド人キャプテンとなった。

### スコッド
2025年5月8日、38名の代表選手を発表。
6月9日、右プロップのザンダー・ファガーソン（スコットランド）がふくらはぎの負傷のため代表合流前にメンバーから離脱し、代わりにフィンレイ・ビーラム（アイルランド）が招集された。
7月3日、前腕を骨折して離脱したエリオット・デイリー（FB、イングランド）に代わり、オーウェン・ファレル（イングランド）が招集された。オーウェン・ファレルは、アンディ・ファレルヘッドコーチの実子。
アイルランドから16人（うちレンスターから12人）、イングランドから13人、スコットランドから7人、ウェールズから2人の選手で構成されている。
2025年7月4日現在。代表戦は、出場登録背番号。年齢は、2025年6月20日のアルゼンチン代表戦（ツアー初戦）時点で固定。キャップ数は遠征前の時点。
| 氏名                               | ポジション     | 生年月日 (年齢)        | 国（所属ユニオン） | 所属チーム               | 遠征前の国際キャップ数 | 遠征前のライオンズキャップ数 | アルゼンチン代表戦 | オーストラリア代表戦１ | オーストラリア代表戦２ | オーストラリア代表戦３ | 備考   |
| ---------------------------------- | -------------- | ---------------------- | ------------------ | ------------------------ | ---------------------- | ---------------------------- | ------------------ | ---------------------- | ---------------------- | ---------------------- | ------ |
| アンドリュー・ポーター             | プロップ1      | 1996年1月16日（29歳）  | アイルランドの旗   | レンスター               | 75                     |                              |                    | 17                     |                        |                        |        |
| ピエール・スクーマン               | プロップ1      | 1994年5月7日（31歳）   | スコットランドの旗 | エディンバラ             | 42                     |                              | 17                 |                        |                        |                        |        |
| エリス・ゲンジ                     | プロップ1      | 1995年2月16日（30歳）  | イングランドの旗   | ブリストル・ベアーズ     | 71                     |                              | 1                  | 1                      |                        |                        |        |
| ルーク・カウワン＝ディッキー       | フッカー       | 1993年6月20日（32歳）  | イングランドの旗   | セール・シャークス       | 49                     | 3                            | 2                  |                        |                        |                        |        |
| ローナン・ケラハー                 | フッカー       | 1998年1月14日（27歳）  | アイルランドの旗   | レンスター               | 38                     |                              | 16                 | 16                     |                        |                        |        |
| ダン・シーハン                     | フッカー       | 1998年9月17日（26歳）  | アイルランドの旗   | レンスター               | 32                     |                              |                    | 2                      |                        |                        |        |
| ザンダー・ファーガソン             | プロップ3      | 1996年1月19日（29歳）  | スコットランドの旗 | グラスゴー・ウォリアーズ | 75                     | ―                            | ―                  | ―                      | ―                      | ―                      | [ 27 ] |
| タイグ・ファーロン                 | プロップ3      | 1992年11月14日（32歳） | アイルランドの旗   | レンスター               | 79                     | 6                            | 18                 | 3                      |                        |                        |        |
| ウィル・スチュアート               | プロップ3      | 1996年7月12日（28歳）  | イングランドの旗   | バース                   | 50                     |                              |                    | 18                     |                        |                        |        |
| フィンレイ・ビーラム               | プロップ3      | 1991年10月9日（33歳）  | アイルランドの旗   | コナート                 | 51                     |                              | 3                  |                        |                        |                        | [ 27 ] |
| タイグ・バーン                     | セカンドロー   | 1992年1月8日（33歳）   | アイルランドの旗   | マンスター               | 61                     | 2                            | 4                  | 6                      |                        |                        |        |
| オリー・チェサム                   | セカンドロー   | 2000年9月6日（24歳）   | イングランドの旗   | レスター・タイガース     | 28                     |                              |                    | 19                     |                        |                        |        |
| スコット・カミングス               | セカンドロー   | 1996年12月3日（28歳）  | スコットランドの旗 | グラスゴー・ウォリアーズ | 42                     |                              | 19                 |                        |                        |                        |        |
| マロ・イトジェ                     | セカンドロー   | 1994年10月28日（30歳） | イングランドの旗   | サラセンズ               | 93                     | 6                            | 5                  | 4                      |                        |                        |        |
| ジョー・マッカーシー               | セカンドロー   | 2001年3月26日（24歳）  | アイルランドの旗   | レンスター               | 19                     |                              |                    | 5                      |                        |                        |        |
| ジェームズ・ライアン               | セカンドロー   | 1996年7月24日（28歳）  | アイルランドの旗   | レンスター               | 72                     |                              |                    |                        |                        |                        |        |
| ジャック・コナン                   | バックロー     | 1992年7月29日（32歳）  | アイルランドの旗   | レンスター               | 51                     | 3                            |                    | 8                      |                        |                        |        |
| トム・カリー                       | バックロー     | 1998年6月15日（27歳）  | イングランドの旗   | セール・シャークス       | 61                     | 3                            | 6                  | 7                      |                        |                        |        |
| ベン・アール                       | バックロー     | 1998年1月7日（27歳）   | イングランドの旗   | サラセンズ               | 42                     |                              | 8                  | 20                     |                        |                        |        |
| ジャック・モーガン                 | バックロー     | 2000年1月21日（25歳）  | ウェールズの旗     | オスプリーズ             | 23                     |                              | 7                  |                        |                        |                        |        |
| ヘンリー・ポロック                 | バックロー     | 2005年1月14日（20歳）  | イングランドの旗   | ノーサンプトン・セインツ | 1                      |                              | 20                 |                        |                        |                        |        |
| ジョシュ・バンダーフリアー         | バックロー     | 1993年4月25日（32歳）  | アイルランドの旗   | レンスター               | 73                     |                              |                    |                        |                        |                        |        |
| ジャミソン・ギブソン=パーク        | スクラムハーフ | 1992年2月23日（33歳）  | アイルランドの旗   | レンスター               | 43                     |                              |                    | 9                      |                        |                        |        |
| アレックス・ミッチェル             | スクラムハーフ | 1997年5月25日（28歳）  | イングランドの旗   | ノーサンプトン・セインツ | 23                     |                              | 9                  | 21                     |                        |                        |        |
| トモス・ウィリアムズ               | スクラムハーフ | 1995年1月1日（30歳）   | ウェールズの旗     | グロスター               | 65                     |                              | 21                 |                        |                        |                        |        |
| フィン・ラッセル                   | スタンドオフ   | 1992年9月23日（32歳）  | スコットランドの旗 | バース                   | 87                     | 1                            |                    | 10                     |                        |                        |        |
| フィン・スミス                     | スタンドオフ   | 2002年5月11日（23歳）  | イングランドの旗   | ノーサンプトン・セインツ | 11                     |                              | 10                 |                        |                        |                        |        |
| マーカス・スミス                   | スタンドオフ   | 1999年2月14日（26歳）  | イングランドの旗   | ハーレクインズ           | 44                     |                              | 15                 | 22                     |                        |                        |        |
| バンディー・アキ                   | センター       | 1990年4月7日（35歳）   | アイルランドの旗   | コナート                 | 65                     | 1                            | 12                 | 23                     |                        |                        |        |
| ヒュー・ジョーンズ                 | センター       | 1993年12月17日（31歳） | スコットランドの旗 | グラスゴー・ウォリアーズ | 58                     |                              |                    | 13                     |                        |                        |        |
| ギャリー・リングローズ             | センター       | 1995年1月26日（30歳）  | アイルランドの旗   | レンスター               | 67                     |                              |                    |                        |                        |                        |        |
| シオネ・トゥイプロトゥ             | センター       | 1997年2月12日（28歳）  | スコットランドの旗 | グラスゴー・ウォリアーズ | 30                     |                              | 13                 | 12                     |                        |                        |        |
| トミー・フリーマン                 | ウイング       | 2001年3月5日（24歳）   | イングランドの旗   | ノーサンプトン・セインツ | 21                     |                              | 14                 | 14                     |                        |                        |        |
| マック・ハンセン                   | ウイング       | 1998年3月27日（27歳）  | アイルランドの旗   | コナート                 | 28                     |                              | 23                 |                        |                        |                        |        |
| ジェームズ・ロウ                   | ウイング       | 1992年7月8日（32歳）   | アイルランドの旗   | レンスター               | 88                     |                              |                    | 11                     |                        |                        |        |
| ドゥーハン・ファン・デル・メルヴァ | ウイング       | 1995年6月4日（30歳）   | スコットランドの旗 | エディンバラ             | 49                     | 3                            | 11                 |                        |                        |                        |        |
| エリオット・デイリー               | フルバック     | 1992年10月8日（32歳）  | イングランドの旗   | サラセンズ               | 73                     | 5                            | 22                 | ━                      | ━                      | ━                      | 離脱   |
| ヒューゴ・キーナン                 | フルバック     | 1996年6月18日（29歳）  | アイルランドの旗   | レンスター               | 46                     |                              |                    | 15                     |                        |                        |        |
| ブレア・キングホーン               | フルバック     | 1997年1月18日（28歳）  | スコットランドの旗 | トゥールーズ             | 60                     |                              |                    |                        |                        |                        |        |
| オーウェン・ファレル               | スタンドオフ   | 1991年9月24日（33歳）  | イングランドの旗   | サラセンズ               | 118                    | 6                            | ━                  |                        |                        |                        | 追加   |
| 氏名                               | ポジション     | 生年月日 (年齢)        | 国（所属ユニオン） | 所属チーム               | 遠征前の国際キャップ数 | 遠征前のライオンズキャップ数 | アルゼンチン代表戦 | オーストラリア代表戦１ | オーストラリア代表戦２ | オーストラリア代表戦３ | 備考   |

## 対戦詳細

### アルゼンチン代表戦（Lions 1888 Cup）
| 2025年6月20日 20:00 IST (UTC+1) | ブリティッシュ・アンド・アイリッシュ・ライオンズ                                                        | 24-28                      | アルゼンチン | アビバ・スタジアム（アイルランド、ダブリン） 観客数: 51,700人 レフリー: ジェームズ・ドールマン (ニュージーランド) |
| 2025年6月20日 20:00 IST (UTC+1) | T: バンディー・アキ 18' タイグ・バーン 52' G: マーカス・スミス 19', 53' PG: マーカス・スミス 9' PT: 45' | レポート 選手一覧 日本報道 | T: イグナシオ・メンディー 11' トマス・アルボルノス 40' サンティアゴ・コルデロ 58' G: サンティアゴ・コルデロ 41', 59' PG: サンティアゴ・コルデロ 4', 25', 39' | アビバ・スタジアム（アイルランド、ダブリン） 観客数: 51,700人 レフリー: ジェームズ・ドールマン (ニュージーランド) |

### ウェスタン・フォース戦
| 2025年6月28日 18:00 AWST (UTC+8) | ウェスタン・フォース | 7-54     | ブリティッシュ・アンド・アイリッシュ・ライオンズ | パース・スタジアム（西オーストラリア州パース） 観客数: 46,656人 レフリー: ベン・オキーフ (ニュージーランド) |
| 2025年6月28日 18:00 AWST (UTC+8) | T: 1 G: 1            | レポート | T: 8 G: 7                                        | パース・スタジアム（西オーストラリア州パース） 観客数: 46,656人 レフリー: ベン・オキーフ (ニュージーランド) |

### クイーンズランド・レッズ戦
| 2025年7月2日 20:00 AEST (UTC+10) | クイーンズランド・レッズ | 12-52                        | ブリティッシュ・アンド・アイリッシュ・ライオンズ | ラング・パーク（クイーンズランド州ブリスベン） 観客数: 46,435人 レフリー: ジェームズ・ドールマン (ニュージーランド) |
| 2025年7月2日 20:00 AEST (UTC+10) | T: 2 G: 1                | レポート1 レポート2 日本報道 | T: 8 G: 6                                        | ラング・パーク（クイーンズランド州ブリスベン） 観客数: 46,435人 レフリー: ジェームズ・ドールマン (ニュージーランド) |

### ニューサウスウェールズ・ワラターズ戦
| 2025年7月5日 20:00 AEST (UTC+10) | ニューサウスウェールズ・ワラターズ | 10-21             | ブリティッシュ・アンド・アイリッシュ・ライオンズ | シドニー・フットボール・スタジアム（ニューサウスウェールズ州シドニー） 観客数: 40,568人 レフリー: ポール・ウィリアムズ (ニュージーランド) |
| 2025年7月5日 20:00 AEST (UTC+10) | T: 2                               | レポート 日本報道 | T: 3 G: 3                                        | シドニー・フットボール・スタジアム（ニューサウスウェールズ州シドニー） 観客数: 40,568人 レフリー: ポール・ウィリアムズ (ニュージーランド) |

### ACTブランビーズ戦
| 9 July 2025 20:00 AEST (UTC+10) | ACTブランビーズ | 24-36                        | ブリティッシュ・アンド・アイリッシュ・ライオンズ | キャンベラ・スタジアム（オーストラリア首都特別地域、キャンベラ） レフリー: ピエール・ブルセ (フランス) |
| 9 July 2025 20:00 AEST (UTC+10) | T: 4 G: 2       | レポート1 レポート2 日本報道 | T: 5 G: 4 PG: 1                                  | キャンベラ・スタジアム（オーストラリア首都特別地域、キャンベラ） レフリー: ピエール・ブルセ (フランス) |

### インビテーショナルAU & NZ戦
| 2025年7月12日 19:30 ACST (UTC+9:30) | インビテーショナルAU & NZ | 0-48          | ブリティッシュ・アンド・アイリッシュ・ライオンズ | アデレード・オーバル（南オーストラリア州アデレード） 観客数: 43,124人 レフリー: アンドレア・ピアルディ (イタリア) |
| 2025年7月12日 19:30 ACST (UTC+9:30) |                           | レポート 報道 | T: ドゥーハン・ファン・デル・メルヴァ 6', 20', 63' ベン・ホワイト 9' シオネ・トゥイプロトゥ 43' スコット・カミングス 61' ローナン・ケラハー 69' ヘンリー・ポロック 75' G: フィン・スミス 10', 43' マーカス・スミス 61' | アデレード・オーバル（南オーストラリア州アデレード） 観客数: 43,124人 レフリー: アンドレア・ピアルディ (イタリア) |

### オーストラリア代表戦 (第1戦)
| 2025年7月19日 20:00 AEST (UTC+10) | オーストラリア | 19-27 5-前半-17 | ブリティッシュ&アイリッシュ・ライオンズ | ラング・パーク, ブリスベン, オーストラリア 観客数: 52,229人 レフリー: ベン・オキーフ (ニュージーランド) |
| 2025年7月19日 20:00 AEST (UTC+10) | T: マックス・ジョーゲンセン 28' カルロ・ティッツァーノ 67' テイト・マクダーモット 78' G: ベン・ドナルドソン 68', 78' | レポート        | T: シオネ・トゥイプロトゥ 8' トム・カリー 35' ダン・シーハン 41' G: フィン・ラッセル 9', 36', 42' PG: フィン・ラッセル 1' マーカス・スミス 73' | ラング・パーク, ブリスベン, オーストラリア 観客数: 52,229人 レフリー: ベン・オキーフ (ニュージーランド) |

- ライオンズのマロ・イトジェは、テストマッチ100キャップ（イングランド93、ライオンズ7）を達成。
- この試合にはウェールズの選手が出場しなかった。ライオンズのテストマッチにウェールズの選手がいないのは、1896年（3回目の遠征）以来のこと。

### ファースト・ネーションズ・アンド・パシフィカXV戦
| 2025年7月22日 20:00 AEST (UTC+10) | ファースト・ネーションズ・アンド・パシフィカXV | 19-24    | ブリティッシュ・アンド・アイリッシュ・ライオンズ | マーベル・スタジアム（ビクトリア州メルボルン） 観客数: 30,420人 レフリー: ニカ・アマシュケリ（ジョージア） |
| 2025年7月22日 20:00 AEST (UTC+10) | T: 3 G: 2                                      | レポート | T: 4 G: 2                                        | マーベル・スタジアム（ビクトリア州メルボルン） 観客数: 30,420人 レフリー: ニカ・アマシュケリ（ジョージア） |

### オーストラリア代表戦 (第2戦)
| 2025年7月26日 20:00 AEST (UTC+10) | オーストラリア | 26-29 23-前半-17 | ブリティッシュ・アンド・アイリッシュ・ライオンズ                                                                                     | メルボルン・クリケット・グラウンド（ビクトリア州メルボルン） 観客数: 90,307人 レフリー: アンドレア・ピアルディ (イタリア) |
| 2025年7月26日 20:00 AEST (UTC+10) | T: ジェイムス・スリッパー 22' ジェイク・ゴードン 27' トム・ライト 30' G: トム・ライナー 28' PG: トム・ライナー 4', 10', 53' | レポート         | T: ダン・シーハン 15' トム・カリー 34' ヒュー・ジョーンズ 37' タイグ・バーン 59' ヒューゴ・キーナン 79' G: フィン・ラッセル 38', 60' | メルボルン・クリケット・グラウンド（ビクトリア州メルボルン） 観客数: 90,307人 レフリー: アンドレア・ピアルディ (イタリア) |

- 前回2021年南アフリカ遠征から始まった「ライオンズ・シリーズ・トロフィー」（遠征相手国との連戦における勝者決定）は、今回遠征のオーストラリア代表戦において3戦中2戦目で連勝をきめ、1戦を残したままライオンズ勝利が決まった[12][13]。

### オーストラリア代表戦 (第3戦)
| 2025年8月2日 20:00 AEST (UTC+10) | オーストラリア | 22-12         | ブリティッシュ・アンド・アイリッシュ・ライオンズ                           | スタジアム・オーストラリア（ニューサウスウェールズ州シドニー） 観客数: 80,312人 レフリー: ニカ・アマシュケリ (ジョージア) |
| 2025年8月2日 20:00 AEST (UTC+10) | T: ディラン・ピーチ 7' マックス・ジョーゲンセン 54' テイト・マクダーモット 70' G: ベン・ドナルドソン 55', 71' PG: トム・ライナー 33' | レポート 報道 | T: ジャック・モーガン 61' ウィル・スチュアート 79' G: フィン・ラッセル 62' | スタジアム・オーストラリア（ニューサウスウェールズ州シドニー） 観客数: 80,312人 レフリー: ニカ・アマシュケリ (ジョージア) |

## 放送・配信
日本：J SPORTS（生放送、再放送）、J SPORTS オンデマンド（LIVE配信、オンデマンド配信）